# 철기이범석장군기념사업회

### 철기 이범석장군기념사업회
1979년 부완혁(언론인, 사상계 발행인)을 초대 회장으로 추대하고 기념사업회 준비위원회 발족을 통하여 창립 되었다. 기념사업회 준비위원으로는 정ㆍ관ㆍ재ㆍ언론계 소속의 인사 200여명과 1946년 철기이범석장군이 중심이 되어 창립된 민족정신의 전통을 계승할 청년운동단체인 조선민족청년단 단원 및 후예들로 구성되었다. 철기이범석장군기념사업회는 이범석 장군의 애국애족 및 민족정신을 계승하는 것을 표방하고 있으며 대체로 그 이념과 활동을 바탕으로 독립군 전사적지 탐방, 독립투쟁사 교육, 장학 사업 등을 추진하고 있다.

#### 역대회장
1대 부완혁(전 사상계 발행인)
2대 이재형(전 국회의장)
3대 김재춘(전 국회의원, 중앙정보부장)
4대 강영훈(전 국무총리)
5대 이범준(전 교통부장관)
6대 김정례(전 국회의원, 보건사회부장관)
7대 서영훈(전 한국방송공사 사장, 대한적십자사 총재)
8대 박남수(전 육군사관학교 교장)

##### 명예총재
김국주(전 광복회 회장, 한국독립유공자협회 회장)
서영훈(전 한국방송공사 사장, 대한적십자사 총재)
한민구(전 국방부장관)
조정환(전 육군참모총장)